# Australian Superbike Championship
L'Australian Superbike Championship (ASBK) è il principale campionato motociclistico dell'Australia.
Il campionato è composto da diverse categorie, tra queste: la Superbike, la Supersport (dal 2005) e la Supersport 300 (dal 2018). Sono anche presenti due coppe monomarca Yamaha, la R3 cup e la Oceania Junior cup. In passato erano attive anche le classi: 125, 250, Moto3 e Superstock.

## Storia

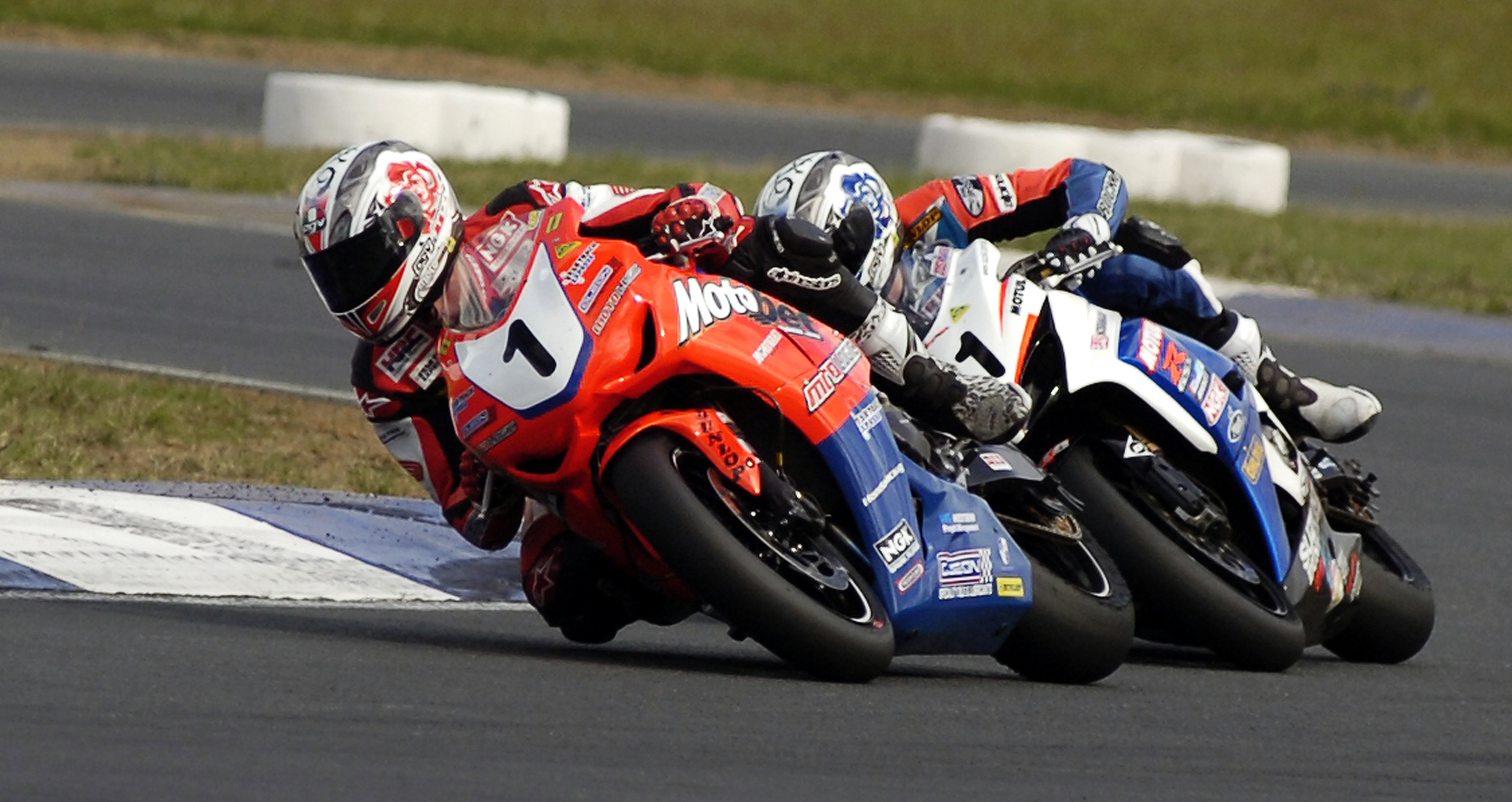
Glenn Allerton, tallonato da Joshua Waters, in una fase di gara nel 2009.

Negli anni furono diversi i piloti australiani a conquistare il titolo nazionale Superbike, molti di questi ebbero una carriera internazionale come Troy Corser (campione del mondo Superbike 1996 e 2005), Robert Phillis, Aaron Slight, Anthony Gobert, Steve Martin e Peter Goddard. Altri piloti come Mat Mladin e Joshua Brookes invece, ebbero ulteriori successi in altri campionati nazionali, rispettivamente nel campionato MotoAmerica Superbike e nel BSB Superbike. Al campionato giovanile SBK australiano partecipò anche Wayne Gardner, futuro campione del mondo classe 500 del motomondiale.
Fondata nel 1980 con il nome di Australian Superbike Series, il campionato vide nella sua stagione inaugurale la vittoria di Andrew Johnson su Kawasaki Z1000 Mk.II, mentre le cinque stagioni successive vennero conquistate da Robert Phillis con la Suzuki Katana 1100. Nel 1986 vinse il campionato piloti per la prima volta una Honda, con Malcolm Campbell su una VFR750. Nel biennio 1987-1988, il campionato venne rinominato Australian Endurance Series; i piloti vincenti furono Tony Armstrong con Suzuki GSX-R750 nel 1987 e Robert Phillis su Kawasaki GPX750R nel 1988.
La denominazione attuale del campionato, venne assegnata nel 1989, anno in cui il nome mutò in Australian Superbike Championship. Nel 1999 si affermò Steve Martin con la sua Ducati 996RS, portando alla vittoria del campionato per la prima volta una moto non giapponese. Nel 2006 e 2007, Jamie Stauffer su Yamaha YZF-R1 portò invece alla vittoria la casa nipponica di Hamamatsu per la prima volta. Nel 2011 e 2014, vinse il campionato Glenn Allerton su BMW S1000RR, portando i primi due titoli alla casa tedesca. Nel 2019, 2020 e 2021, tornò al successo la Ducati, il primo anno con Mike Jones sulla Ducati Panigale e nei successivi due con Wayne Maxwell sulla Panigale V4R.

## Statistiche
Il pilota più vincente nella classe Superbike, a partire dal 1980, è Robert Phillis, che ha vinto sei titoli (1981-1985, 1987). Secondo più vincente è Joshua Waters quattro volte campione nazionale (2009, 2012, 2017, 2024). A seguire con tre titoli ciascuno, ci sono: Malcolm Campbell (1986, 1989, 1990), Shawn Giles (2000-2002) e Wayne Maxwell (2013, 2020, 2021). Sempre per quanto riguarda il titolo piloti, la casa motociclistica ad aver ottenuto più successi è Suzuki, avendo conquistato quindici titoli (1981-1985, 1987, 1996, 2000-2003, 2009, 2012, 2013 e 2017), seguita da Honda (12), Kawasaki (7), Ducati (5), Yamaha (4) e BMW (2).
Phillis è inoltre il pilota ad aver vinto più campionati consecutivamente nella categoria, avendone conquistati cinque dal 1981 al 1985. Il pilota neozelandese Aaron Slight è l'unico pilota non australiano ad aver vinto un titolo di Superbike nella storia di questo campionato.

## Albo d'oro
Dove non indicata la nazionalità si intende pilota australiano.

### Superbike
| Anno                              | Pilota                      | Motocicletta                         |
| Australian Superbike Series       | Australian Superbike Series | Australian Superbike Series          |
| --------------------------------- | --------------------------- | ------------------------------------ |
| 1980                              | Andrew Johnson              | Kawasaki Z1000 Mk.II                 |
| 1981                              | Robert Phillis              | Suzuki GSX1100                       |
| 1982                              | Robert Phillis              | Suzuki GSX1100                       |
| 1983                              | Robert Phillis              | Suzuki GSX1100                       |
| 1984                              | Robert Phillis              | Suzuki GSX1100                       |
| 1985                              | Robert Phillis              | Suzuki GSX1100                       |
| 1986                              | Malcolm Campbell            | Honda VFR750                         |
| Australian Endurance Series       |                             |                                      |
| 1987                              | Tony Armstrong              | Suzuki GSX-R750                      |
| 1988                              | Robert Phillis              | Kawasaki GPX750R                     |
| Australian Superbike Championship |                             |                                      |
| 1989                              | Malcolm Campbell            | Honda RC30                           |
| 1990                              | Malcolm Campbell            | Honda RC30                           |
| 1991                              | Aaron Slight                | Kawasaki ZXR 750 R                   |
| 1992                              | Mat Mladin                  | Kawasaki ZXR 750 R                   |
| 1993                              | Troy Corser                 | Honda RC30                           |
| 1994                              | Anthony Gobert              | Honda RC45                           |
| 1995                              | Kirk McCarthy               | Honda RC45                           |
| 1996                              | Peter Goddard               | Suzuki GSX-R750                      |
| 1997                              | Martin Craggill             | Kawasaki ZX-7RR                      |
| 1998                              | Martin Craggill             | Kawasaki ZX-7RR                      |
| 1999                              | Steve Martin                | Ducati 996RS                         |
| 2000                              | Shawn Giles                 | Suzuki GSX-R750                      |
| 2001                              | Shawn Giles                 | Suzuki GSX-R1000                     |
| 2002                              | Shawn Giles                 | Suzuki GSX-R1000                     |
| 2003                              | Craig Coxhell               | Suzuki GSX-R1000                     |
| 2004                              | Adam Fergusson              | Honda CBR1000RR                      |
| 2005                              | Joshua Brookes              | Honda CBR1000RR                      |
| 2006                              | Jamie Stauffer              | Yamaha YZF-R1                        |
| 2007                              | Jamie Stauffer              | Yamaha YZF-R1                        |
| 2008                              | Glenn Allerton              | Honda CBR1000RR                      |
| 2009                              | Joshua Waters               | Suzuki GSX-R1000                     |
| 2010                              | Bryan Staring               | Yamaha YZF-R1                        |
| 2011                              | Glenn Allerton              | BMW S1000RR                          |
| 2012                              | Joshua Waters               | Suzuki GSX-R1000                     |
| 2013                              | Wayne Maxwell               | Suzuki GSX-R1000                     |
| 2014                              | Glenn Allerton              | BMW S1000RR                          |
| 2015                              | Mike Jones                  | Kawasaki ZX-10R                      |
| 2016                              | Troy Herfoss                | Honda CBR1000RR SP                   |
| 2017                              | Joshua Waters               | Suzuki GSX-R1000R                    |
| 2018                              | Troy Herfoss                | Honda CBR1000RR SP                   |
| 2019                              | Mike Jones                  | Ducati 1299 Panigale R Final Edition |
| 2020                              | Wayne Maxwell               | Ducati Panigale V4R                  |
| 2021                              | Wayne Maxwell               | Ducati Panigale V4R                  |
| 2022                              | Mike Jones                  | Yamaha R1M                           |
| 2023                              | Troy Herfoss                | Honda CBR1000RR-R                    |
| 2024                              | Joshua Waters               | Ducati Panigale V4R                  |